# Judith Vosselli
Judith Vosselli (Barcelona, 25 de junio de 1895 - Nueva York, 18 de septiembre de 1966) fue una actriz hispano-estadounidense que apareció en el escenario y la pantalla grande durante las décadas de 1920 y 1930.

## Biografía
Nacida en Barcelona, Vosselli hizo su debut actoral estadounidense en la exitosa farsa de Broadway, Ladies' Night, que se desarrolló entre 1920 y 1921. Apareció en Broadway en 5 obras más durante los siguientes cinco años, incluida la exitosa Merry Wives of Gotham (1924) y Louie the 14th en 1925.
Hizo la transición del teatro al cine en 1926, con un papel en la película muda El príncipe de los tentadores. Durante los siguientes diez años apareció en más de 20 largometrajes.
Algunas de las películas más notables en las que apareció incluyen: A Lady's Morals (1930), protagonizada por Grace Moore, Reginald Denny y Wallace Beery; Inspiración, protagonizada por Greta Garbo y Robert Montgomery; la producción sonora original de 1932 de Madame Butterfly, protagonizada por Sylvia Sidney y Cary Grant; y el clásico de 1935 Historia de dos ciudades, protagonizado por Ronald Colman. Vosselli se retiró de la actuación después de Historia de dos ciudades.
Vosselli estuvo casada con John Eshlman Lloyd desde diciembre de 1918 hasta que se divorciaron el 27 de abril de 1932.
Vosselli murió el 18 de septiembre de 1966 en Nueva York.

## Filmografía
(Según la base de datos del AFI)
- The Prince of Tempters  (1926)
- Dance Magic  (1927)
- The Awful Truth  (1929)
- A Lady's Morals  (1930)
- Reno  (1930)
- The Rogue Song  (1930)
- The Second Floor Mystery  (1930)
- Sunny  (1930)
- Today  (1930)
- The Lady Who Dared  (1931)
- Kiss Me Again  (1931)
- The Gay Diplomat  (1931)
- Inspiration  (1931)
- Under 18  (1932)
- Madame Butterfly  (1932)
- Love Is Like That (1933)
- The Great Flirtation  (1934)
- City Park  (1934)
- A Modern Hero  (1934)
- A Tale of Two Cities  (1935)
- The Big Broadcast of 1936  (1935)
- One New York Night  (1935)